# ボヘミアン・スポテッド・ドッグ

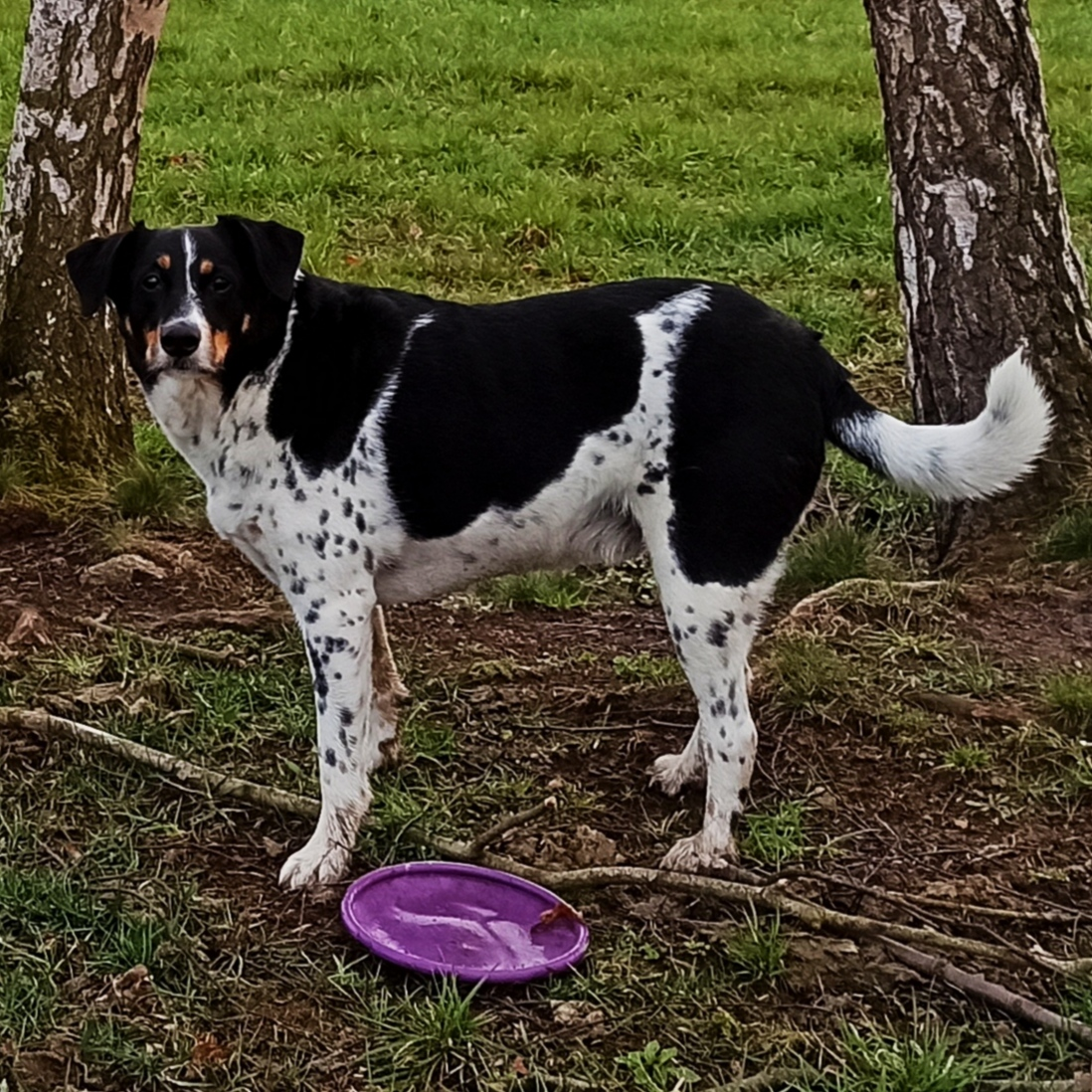
ボヘミアン・スポテッド・ドッグ

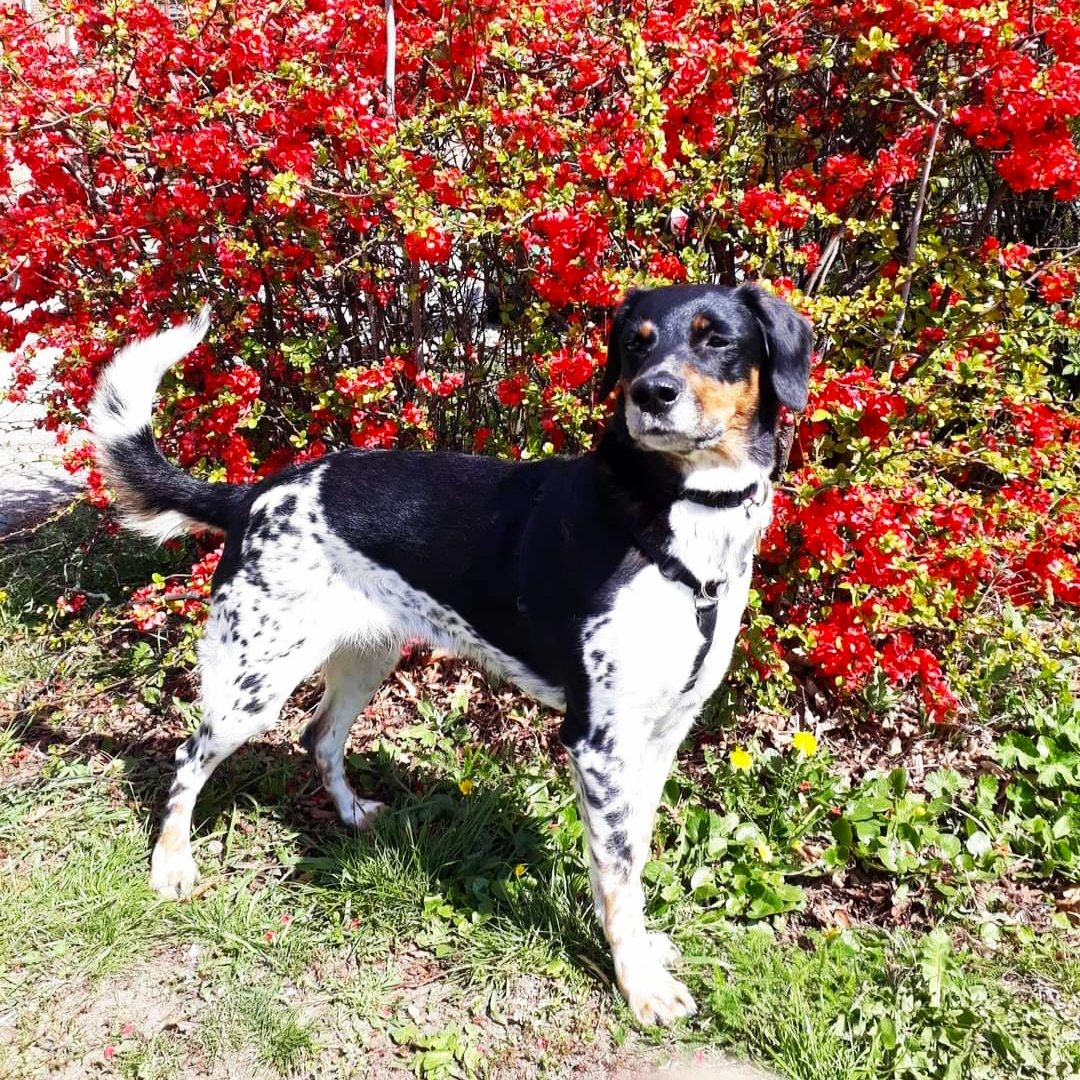

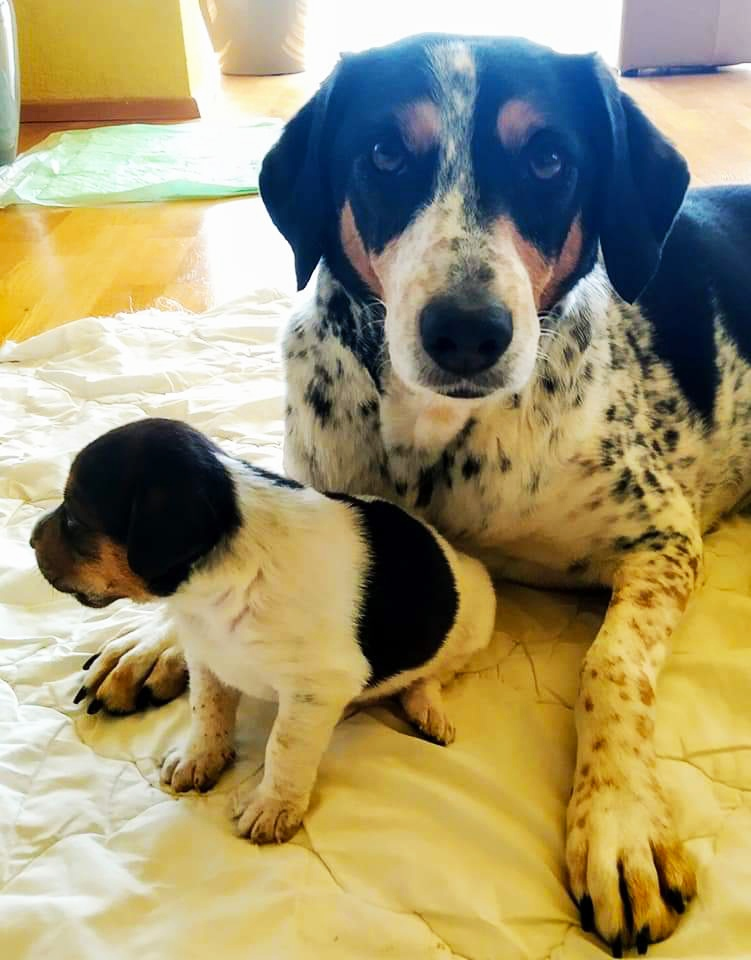

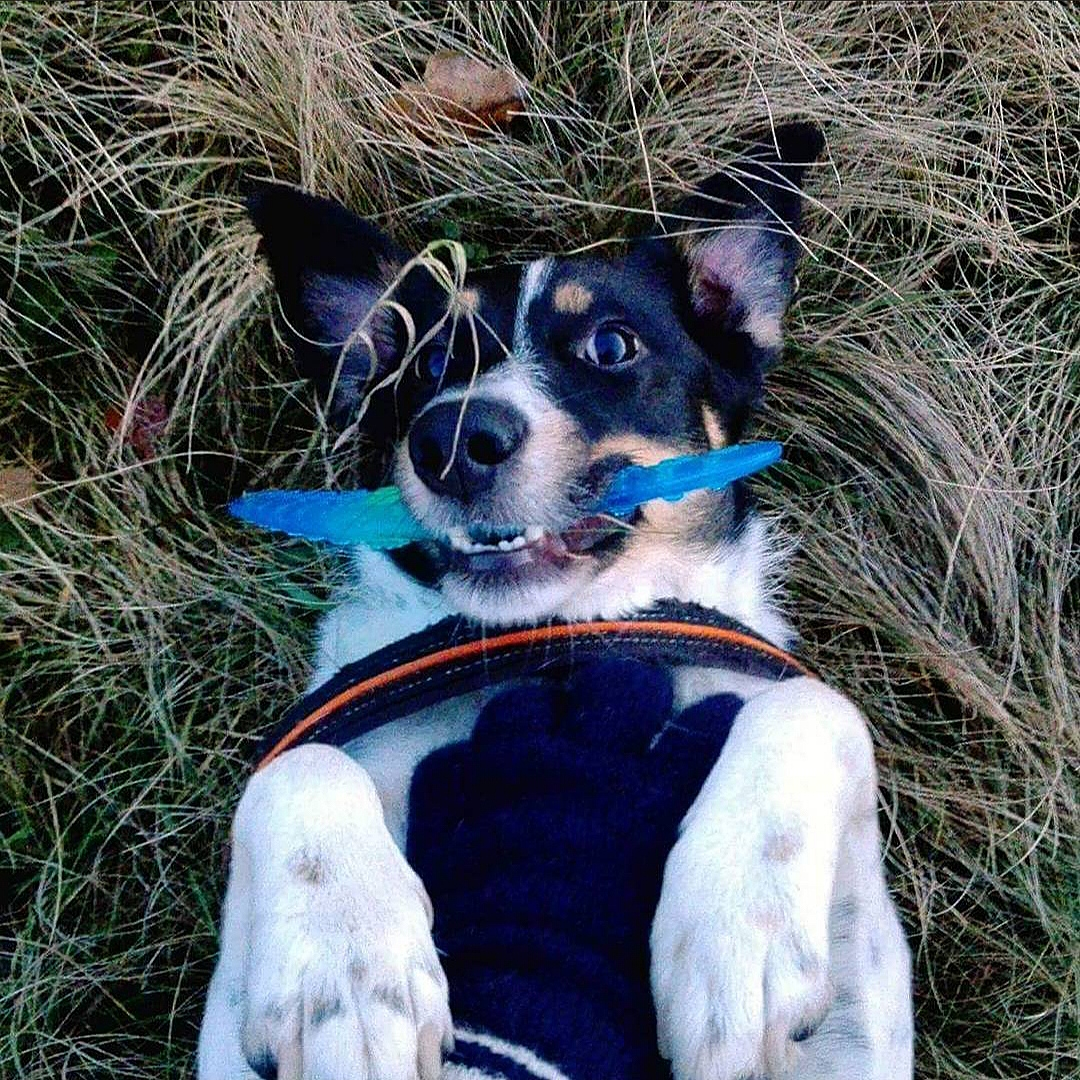

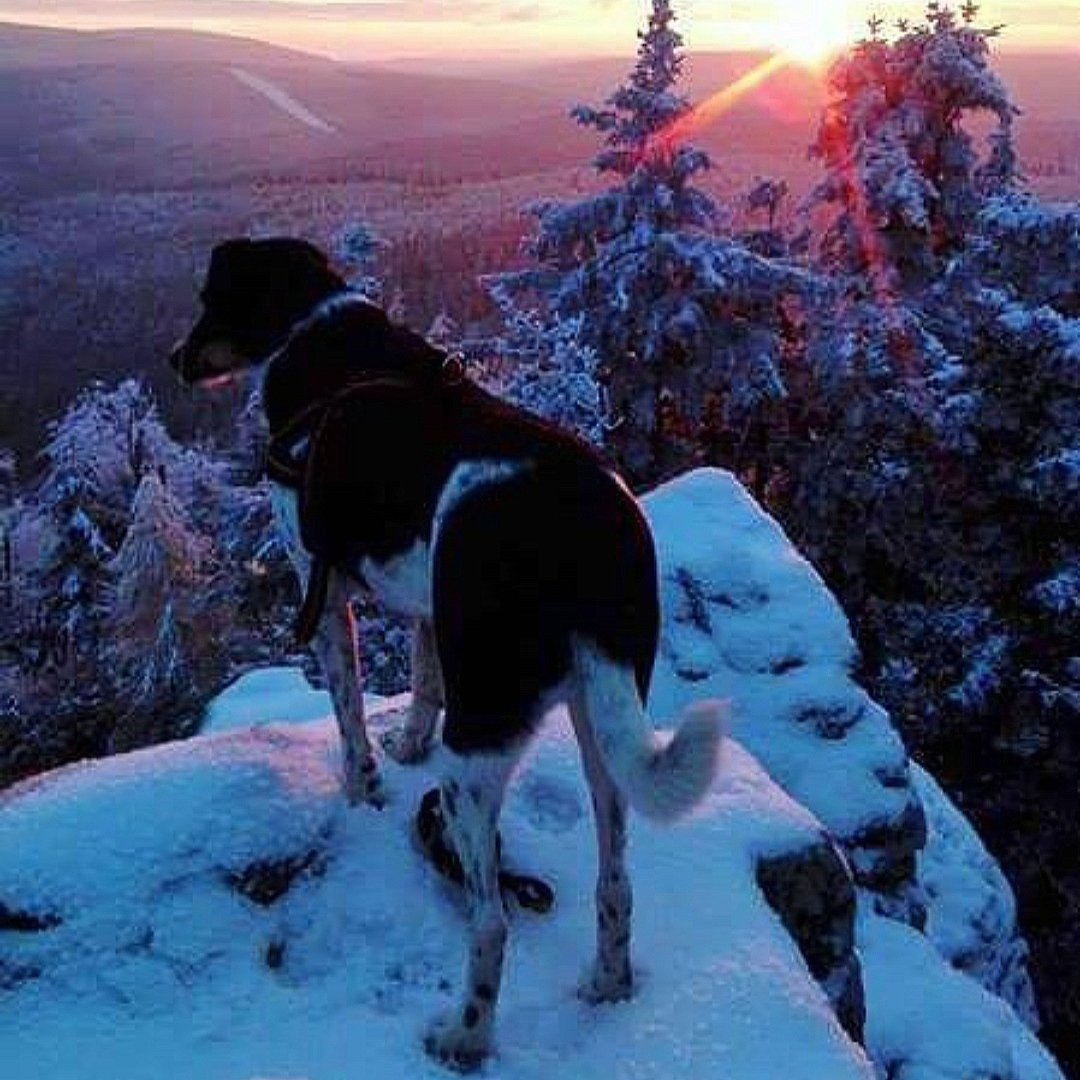

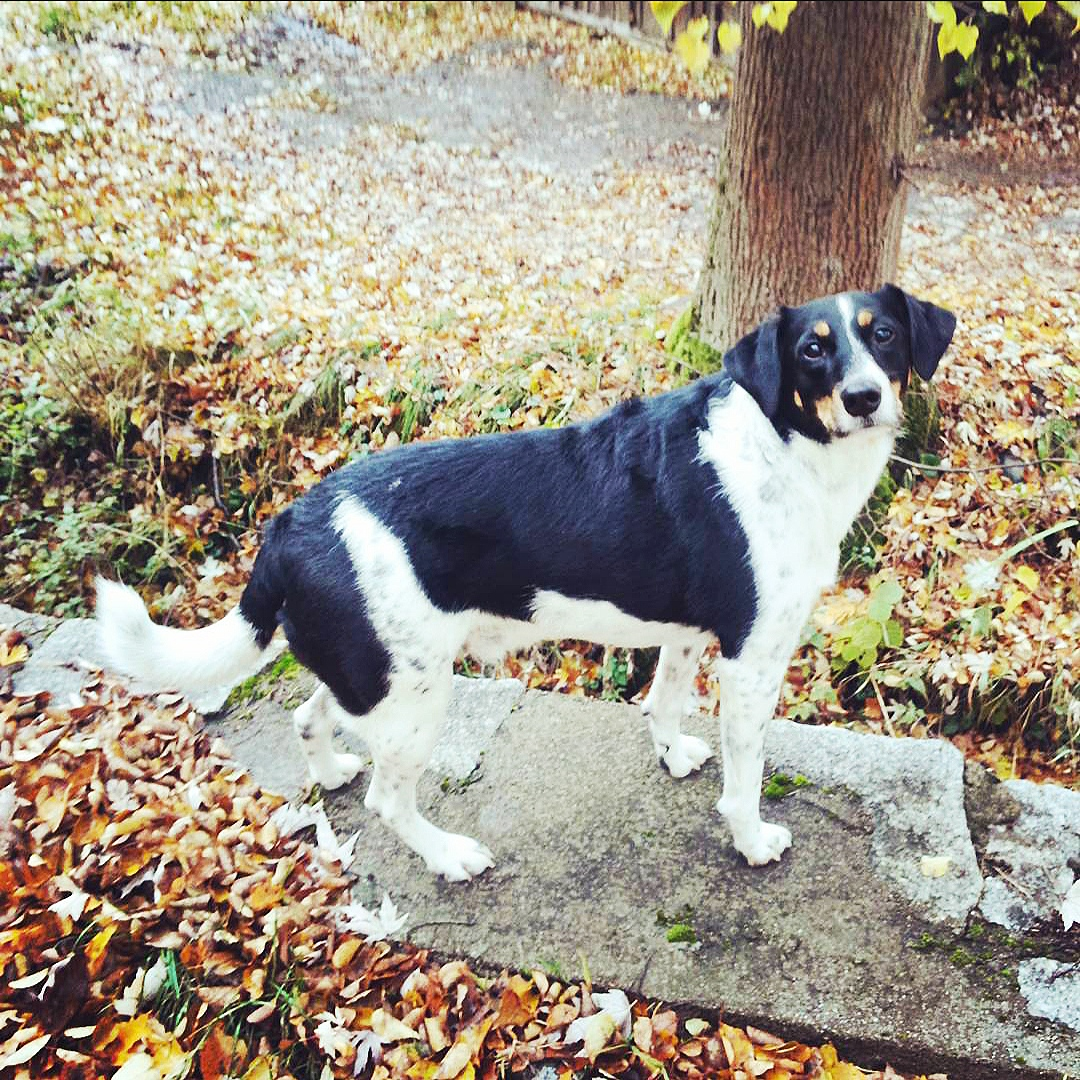

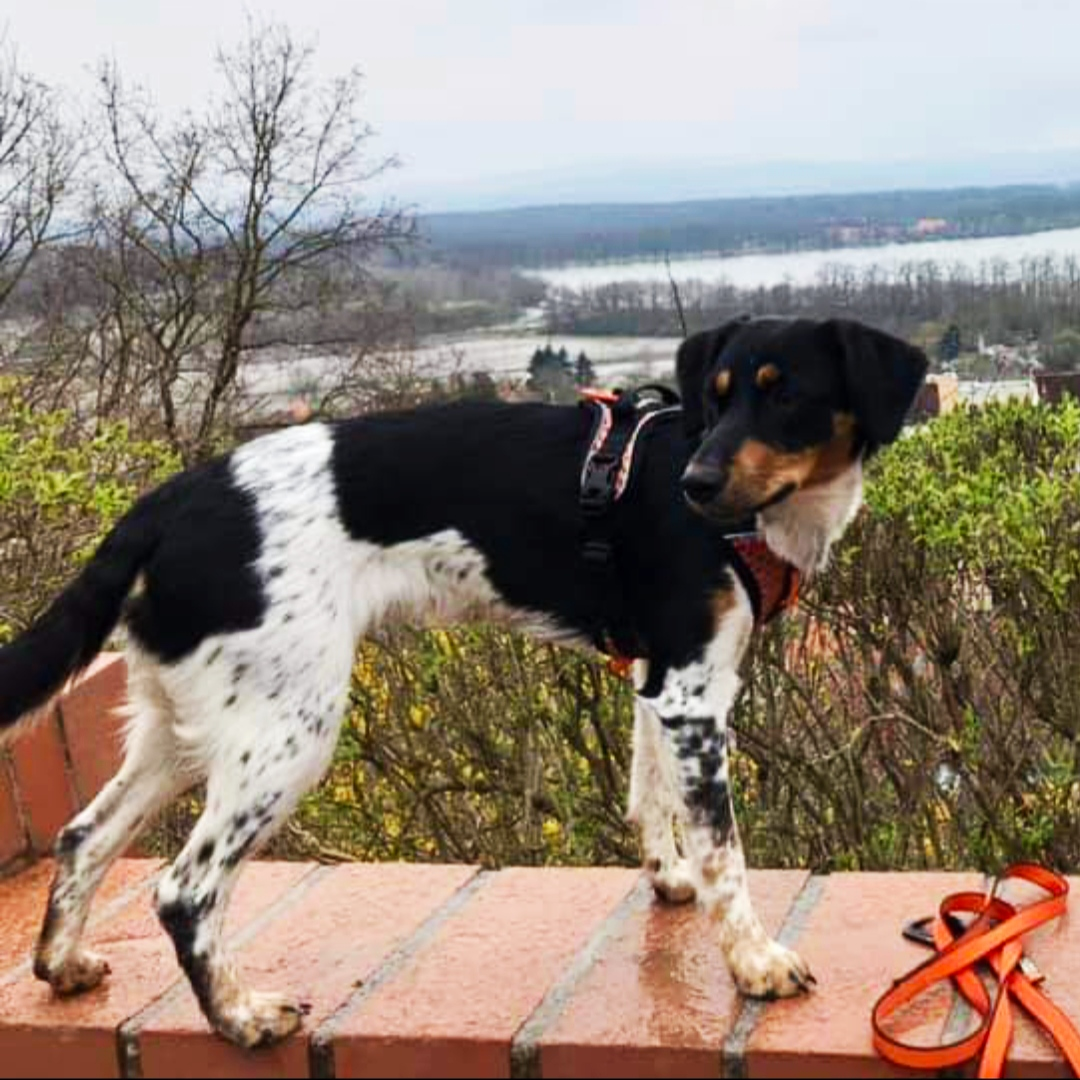

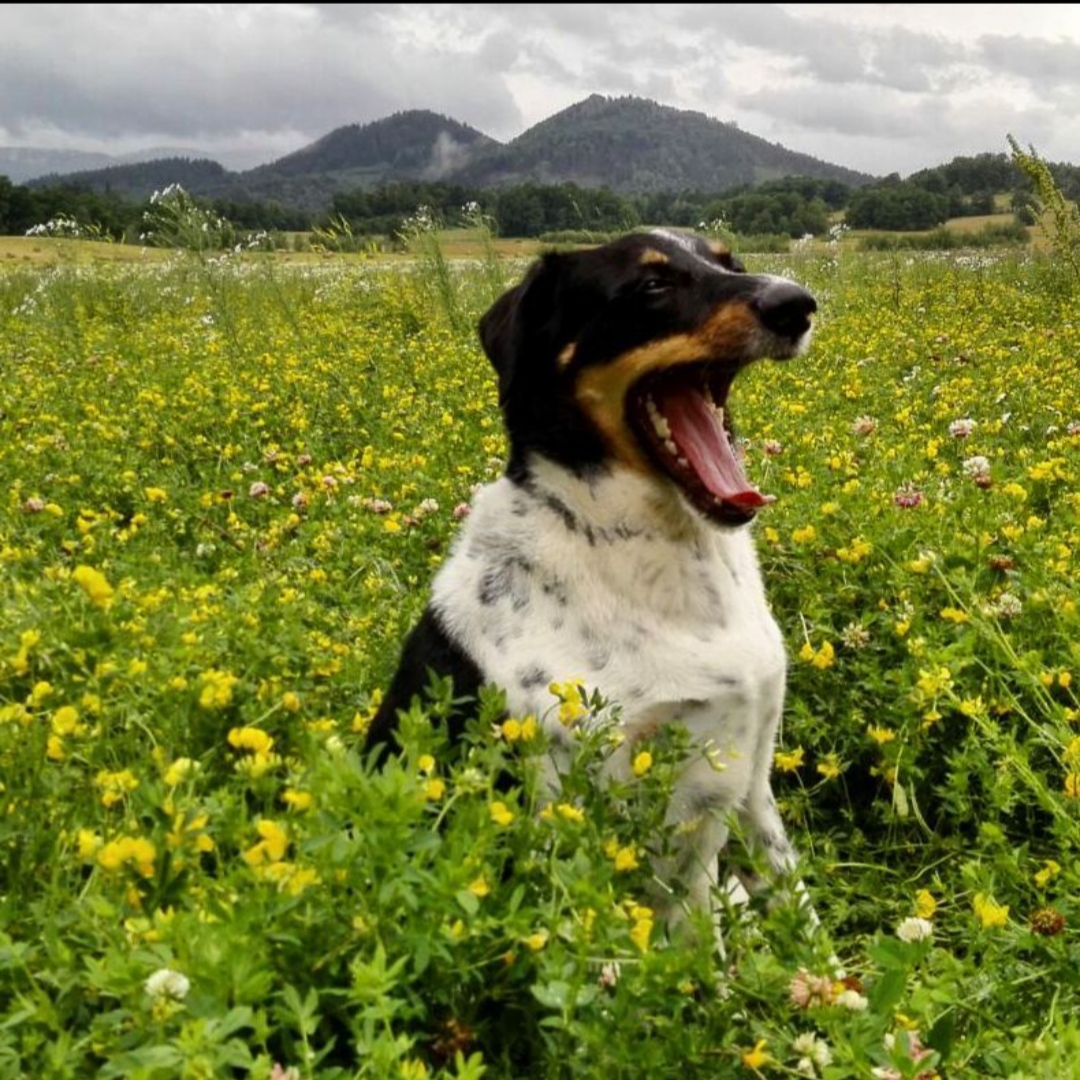

ボヘミアン・スポテッド・ドッグ（英: Bohemian Spotted Dog）は、チェコ共和国（チェコスロバキア共和国）原産の犬種である。チェコ語ではチェスキー・ストラカティ・ペス（Český strakatý pes）といい、その英訳としては「チェック・スポッテッド・ドッグ」（Czech Spotted Dog）が使われている。チェコのケネルクラブ（ボヘミア・モラヴィア犬学連盟）で公認されているが、国際畜犬連盟の公認には至っていない。

## 歴史
1950年代に、プラハのチェコスロバキア科学アカデミー生理学研究所において、犬学研究者、フランティシェク・ホラーク（František Horák）によって、気質が穏やかで、多産であり、世話がしやすい実験動物として作出された。1954年に作出が開始された。基礎となった犬は両方とも雑種であったが、メス犬はジャーマン・シェパード・ドッグのような容姿を持ち、オス犬はスムース・フォックス・テリアに似ていたという。第3世代ではジャーマン・ショートヘアード・ポインターが交配された。1960年に「ホラーク研究室犬」（Horákův laboratorní pes）として正式に登録された。1961年には、プラハで開催されたドッグショーに初めて出場した。
その後、1970年代にかけて、ボヘミアン・スポッテッド・ドッグは医学実験等に使われた。特にてんかんの研究や、腎移植の実験に使われたという。1980年代に入ると、実験動物として使われることはなくなり、残った約40頭のうちの数頭はアカデミー外に譲渡され、名前も「チェスキー・ストラカティ・ペス」へと変わった。初め、社会からの関心も乏しく、繁殖もあまり成功せずに絶滅寸前となったが、熱心なブリーダーによって繁殖が重ねられ、1990年代に入ると、気立てがよく飼いやすい犬として広まった。1994年には犬種標準が公表された。2015年現在、国際畜犬連盟の公認を目指して活動している。

## 特徴
体高40〜50cm、体重15〜20kgの中型犬である。ボディはしっかりとして、均等が取れている。被毛は短毛と長毛の2種類があり、いずれもダブルコートである。毛色はブラック・イエロー・ホワイトもしくはブラウン・イエロー・ホワイトのトライカラーのみが認められる。ホワイトの部分には、隣接する部分の色と同色の斑（スポット）が入っていなければならない。
頭部は長めでやや尖っており、頭頂部は平たい。耳はボタン耳である。尾は垂れ尾で、長毛種は飾り毛がある。
性格は穏やかで忍耐強く、友好的である。従順であり、訓練はしやすい。やや気まぐれな面もあるが、遊び好きで自分よりも小さな家族（子供や仔犬）の相手をすることも好きである。ドッグスポーツにも向いている。スタミナがあり、運動量は非常に多い。一般家庭での飼育は可能だが、長めの散歩が必要となる。自分の体をなめて毛づくろいをする習性があり、このため体臭が少ないという。